# Tauchira oreophilus
Tauchira oreophilus är en insektsart som först beskrevs av Tinkham 1940.  Tauchira oreophilus ingår i släktet Tauchira och familjen gräshoppor. Inga underarter finns listade i Catalogue of Life.